# Ninotchka
Ninotchka is een film uit 1939 onder regie van Ernst Lubitsch. Het scenario is gebaseerd op een verhaal van de Hongaarse dramaturg Menyhért (Melchior) Lengyel, een vriend van Lubitsch.

## Verhaal
Drie spionnen uit Rusland zijn naar Parijs gestuurd om daar juwelen te verkopen. Echter, ze raken hier gewend aan het vrije leven. Daarom wordt nu ook Ninotchka naar Parijs gestuurd om de mannen weer op het rechte pad te brengen. Maar ook zij krijgt andere dingen aan het hoofd.

## Trivia
- De slogan, Garbo Laughs!, werd al bedacht voordat het scenario werd geschreven.
- Leon, de rol die Melvyn Douglas speelde, was oorspronkelijk bedoeld voor Spencer Tracy. Andere acteurs die voor de rol zijn overwogen, waren William Powell, Robert Montgomery en Cary Grant.
- De film zou officieel door George Cukor geregisseerd worden. Toen bleek dat al zijn tijd moest gaan naar Gone with the Wind, nam Ernst Lubitsch het over. Om het goed te maken, mocht Lubitsch ook The Shop Around the Corner regisseren van MGM.
- Ernst Lubitsch vond het scenario niet goed genoeg en liet het opnieuw schrijven door andere schrijvers.
- In 1955 werd het verhaal, omgedoopt in Silk Stockings, als Broadwaymusical op de planken gebracht met Hildegard Knef in een hoofdrol. Met dezelfde titel werd twee jaar later door MGM hiervan een filmversie uitgebracht met rollen voor Fred Astaire en Wim Sonneveld.

## Rolverdeling
| Acteur            | Personage                           |
| ----------------- | ----------------------------------- |
| Greta Garbo       | Nina Ivanovna 'Ninotchka' Yakushova |
| Melvyn Douglas    | Graaf Leon d'Algout                 |
| Ina Claire        | Groothertogin Swana                 |
| Béla Lugosi       | Commissaris Razinin                 |
| Sig Ruman         | Michael Simonavich Iranoff          |
| Alexander Granach | Kopalski                            |
| Felix Bressart    | Buljanoff                           |
| Gregory Gaye      | graaf Alexis Rakonin                |
| Rolfe Sedan       | hotelmanager                        |